# Biała Druga (województwo łódzkie)
Biała Druga – wieś w Polsce położona w województwie łódzkim, w powiecie wieluńskim, w gminie Biała.
Biała Druga jest siedzibą gminy Biała, używa się też nazwy wspólnej Biała dla miejscowości Biała Druga, Biała Pierwsza, Biała Rządowa.
Miejscowość jest oddalona o 4 km od Wielunia w kierunku Wieruszowa, przy drodze krajowej nr 74 z Wielunia do Wrocławia. W okolicy Białej przebiega droga ekspresowa nr 8.

## Historia
Miejscowość historycznie należy do ziemi wieluńskiej. Ma metrykę średniowieczną i istnieje co najmniej od XIII wieku. Wymieniona została w 1268 oraz 1277 w dwóch dokumentach zapisanych w języku łacińskim jako Bala, Byala .
Wieś wspomniały historyczne dokumenty prawne, własnościowe i podatkowe. Odnotowana w dokumencie z 1277 kiedy książę gnieźnieńsko-kaliski Bolesław Pobożny zwrócił klasztorowi w Ołoboku Mieleszyn zamieniony na Białą na czas budowy Bolesławca rozpoczętej w 1268. W 1303 kasztelan kaliski Ubysław nadał temu klasztorowi dwie wsie Białą oraz Radostów. W 1430 oraz 1496 wymieniony został miejscowy sołtys. Dokument z 1496 wymienia również części miejscowości – pole „Slothnycza” oraz rów o nazwie Kośmider .
Dawne stosunki własnościowe odzwierciedla do dziś utrzymany podział na części noszące odmienne nazwy (Biała Pierwsza, Biała Druga, Biała Kopiec, Biała Rządowa, Biała Parcela, Klapka). Od XVII w. Biała była własnością królewską. Pod koniec tego wieku miejscowy wikariusz Wolski uposażył miejscowy kościół alterią. W 1793 dziedzic wsi Franciszek Psarski ufundował nowy kościół.
Miejscowość jako Biała, wieś i folwark leżące w powiecie wieluńskim, gmina Naramnice (pisownia oryg.), w parafii Biała, wymienia XIX wieczny Słownik geograficzny Królestwa Polskiego. Odnotowuje on podział miejscowości na trzy części, w tym jedną należącą do rządu Królestwa Polskiego, oraz drugą, szlachecką będącą własnością dwóch rodów Psarskich i Zarembów. W miejscowości znajdował się również parafialny, drewniany kościół oraz szkoła początkowa. W 1827 we wsi było 99 domów zamieszkanych przez 781 mieszkańców. W 1880 liczba domów wzrosła do 127.
Po upadku powstania listopadowego rząd carski za zasługi w jego tłumieniu obdarował częścią wsi gen. Hajdena. Po oddzieleniu gruntów folwarcznych od włościańskich powstała Biała Rządowa. W 1920 r. rząd polski przejął majątek i rozparcelował go. Odtąd tę część wsi nazwano Białą-Parcelą. Przez środkową część gminy w latach 1924–1926 przeprowadzono linię kolejową Herby Nowe – Wieluń Dąbrowa – Kępno. W Białej znajdował się przystanek kolejowy, na którym zatrzymywały się pociągi osobowe.
W latach 1954–1972 wieś należała i była siedzibą władz gromady Biała. W latach 1975–1998 miejscowość administracyjnie należała do województwa sieradzkiego.